# خوان گاریبالدی
خوان گاریبالدی (انگلیسی: Juan Garibaldi؛ ۱۸۹۳ – ۵ اوت ۱۹۷۰ (aged 76/77)) بازیکن فوتبال بود.
وی همچنین در تیم ملی فوتبال آرژانتین بازی کرده‌است.